# Јован Христић
Јован Христић (Београд, 26. август 1933 — Сремска Каменица, 20. јун 2002) био је српски књижевник, књижевни и позоришни критичар, преводилац и уредник. Христић је радио као уредник Књижевности, листа Данас и уредник у издавачкој кући Нолит.

## Биографија
Јован Христић је рођен 26. августа 1933. године у Београду. Матурирао је у Другој мушкој гимназији, заједно са Слободаном Селенићем. Студирао је архитектуру и филозофију. На Филозофском факултету дипломирао је 1958. године. Био је редовни професор на Факултету драмских уметности и предавао драматургију свим генерацијама од 1967. године.
Заступник је модерне српске лирике; у драмама покушава да кроз општепознате ликове из класике проговори о вечним проблемима који муче и савременог човека; у есеју испитује модерне појаве и облике у књижевности и уметности.
Умро је у Сремској Каменици 20. јуна 2002. године.
Јован Христић био је праунук Филипа Христића, по сину Јовану Христићу.

## Награде
- Стеријина награда за текст савремене драме, за дело Савонарола и његови пријатељи, 1965.
- Награда „Исидора Секулић”, за књигу Облици модерне књижевности, 1969.
- Нолитова награда, за књигу Чехов, драмски писац, 1982.
- Награда „Ђорђе Јовановић”, за књигу Студије о драми, 1987.
- Стеријина награда за театрологију, за књигу Студије о драми, 1987.
- Награда „Милан Ракић”, за књигу Старе и нове песме, 1989.
- Борбина награда, за књигу Позоришни реферати, 1992.
- Награда књижаре „Павле Бихали”, за књигу Нове и најновије песме, 1993.
- Награда „Станислав Винавер”, за књигу Позоришни реферати, 1993.
- Дисова награда, 1993.
- Змајева награда, за књигу Сабране песме, 1997.
- Награда „Заплањски Орфеј”, за „Три песме о покореном граду”, 1998.
- Награда „Лаза Костић”, за теоријску књигу О трагедији, 1999.
- Награда „Стефан Митров Љубиша”, 2001.
- Награда „Милош Н. Ђурић”, за превод књиге поезије Бес и тајанство Ренеа Шара, 2001.
- Награда „Тодор Манојловић”, 2002.

## Дела

### Књиге песама
- Дневник о Улису (1954)
- Песме 1952-1959 (1959)
- Александријска школа (1963)
- Старе и нове песме (1988)
- Нове и најновије песме (1993)
- Сабране песме (1996),
- Сабране песме (2002)
- У тавни час – постхумно (2003)

### Драме
- Чисте руке (1960)
- Орест (1961)
- Савонарола и његови пријатељи (1965)
- Седморица: данас (1968)
- Тераса (1972)

### Књиге критика, студија и огледа
- Поезија и критика поезије (1957)
- Поезија и филозофија (1964)
- Облици модерне књижевности (1968)
- Позориште, позориште (1976)
- Чехов, драмски писац (1981)
- Позориште, позориште II (1982)
- Студије о драми (1986)
- Позоришни реферати (1992)
- Есеји (1994)
- Позоришни реферати II (1996)
- О трагедији (1998)
- О трагању за позориштем (2002)
- Изабрани есеји – постхумно (2005)
- Јован Христић, Антологијска едиција ДЕСЕТ ВЕКОВА СРПСКЕ КЊИЖЕВНОСТИ, Књига 89, Изд. центар Матице Српске (2016)
- Дуго трагање за позориштем, 2. издање (2017)

### Критичка проза
- Професор математике и други есеји (1988)
- Професор математике и други други есеји (1997)
- Тераса на два мора - постхумно (2002)